# Isabelle Poomarts
Isabelle Poomarts – francuska zapaśniczka walcząca w stylu wolnym. Brązowa medalistka mistrzostw Europy w 1988 roku.